# مابل غروف
مابل غروف (بالإنجليزية: Maple Grove, Minnesota)‏ هي مدينة تقع في ولاية مينيسوتا في الولايات المتحدة. تبلغ مساحة هذه المدينة 90.73 (كم²)، وترتفع عن سطح البحر 285 م، بلغ عدد سكانها 61567 نسمة في عام 2010 حسب إحصاء مكتب تعداد الولايات المتحدة.

## التركيبة السكانية
قام مكتب تعداد الولايات المتحدة بتحديد بيانات التركيبة السكانية لمابل غروففي تعداد الولايات المتحدة. في ما يلي، التركيبة السكانية حسب تعدادي 2000 و2010.

### تعداد عام 2000
بلغ عدد سكان مابل بلوف 1,358 نسمة بحسب تعداد عام 2000، وبلغ عدد الأسر 541 أسرة وعدد العائلات 407 عائلة مقيمة في القرية. في حين سجلت الكثافة السكانية 1,944.1 نسمة لكل ميل مربع (750.6/كم2). وبلغ عدد الوحدات السكنية 557 وحدة بمتوسط كثافة قدره 797.4 نسمة لكل ميل مربع (307.9/كم2).
وتوزع التركيب العرقي للقرية بنسبة 97.13% من البيض و 0.22% من الأمريكيين الأصليين و 0.37% من الأمريكيين ذوي الأصول الآسيوية و 1.33% من الأمريكيين الأفارقة و 0.66% من عرقين مختلطين أو أكثر.
بلغ عدد الأسر 541 أسرة كانت نسبة 31.4% منها لديها أطفال تحت سن الثامنة عشر تعيش معهم، وبلغت نسبة الأزواج القاطنين مع بعضهم البعض 69.7% من أصل المجموع الكلي للأسر، ونسبة 4.3% من الأسر كان لديها معيلات من الإناث دون وجود شريك، وكانت نسبة 24.6% من غير العائلات. تألفت نسبة 19.0% من أصل جميع الأسر من أفراد ونسبة 9.1% كانوا يعيش معهم شخص وحيد يبلغ من العمر 65 عاماً فما فوق. وبلغ متوسط حجم الأسرة المعيشية 2.88، أما متوسط حجم العائلات فبلغ 2.51.
بلغ العمر الوسطي للسكان 45 عاماً. وكانت نسبة 24.0% من القاطنين تحت سن الثامنة عشر، وكانت نسبة 4.3% بين الثامنة عشر والأربعة وعشرون عاماً، ونسبة 22.2% كانت واقعةً في الفئة العمرية ما بين الخامسة والعشرون حتى والأربعة وأربعون عاماً، ونسبة 31.6% كانت ما بين الخامسة والأربعون حتى الرابعة والستون، ونسبة 17.9% كانت ضمن فئة الخامسة والستون عاماً فما فوق. يوجد لكل 100 أنثى 93.2 ذكر، ويوجد لكل 100 أنثى في الثامنة عشر من عمرها فما فوق 91.5 ذكر.
بلغ متوسط دخل الأسرة في القرية 111,400 دولار، أما متوسط دخل العائلة فبلغ 129,961 دولار. وكان متوسط دخل الذكور 83,074 دولار مقابل 50,000 دولار للإناث. وسجل دخل الفرد الخاص بالقرية 66,380 دولار. وكانت نسبة 1.7% من العائلات ونسبة 2.5% من السكان تحت خط الفقر، وكان من هؤلاء نسبة 1.2% تحت سن الثامنة عشر ونسبة 2.1% في الخامسة والستين من العمر وما فوق.

### تعداد عام 2010
بلغ عدد سكان مابل غروف 61,567 نسمة بحسب تعداد عام 2010، وبلغ عدد الأسر 22,867 أسرة وعدد العائلات 17,222 عائلة مقيمة في المدينة. في حين سجلت الكثافة السكانية 1,886.2 نسمة لكل ميل مربع (728.3/كم2). وبلغ عدد الوحدات السكنية 23,626 وحدة بمتوسط كثافة قدره 723.8 لكل ميل مربع (279.5/كم2).
وتوزع التركيب العرقي للمدينة بنسبة 86.4% من البيض و 0.3% من الأمريكيين الأصليين و 6.2% من الأمريكيين ذوي الأصول الآسيوية و 4.2% من الأمريكيين الأفارقة و 2.2% من عرقين مختلطين أو أكثر.
بلغ عدد الأسر 22,867 أسرة كانت نسبة 39.4% منها لديها أطفال تحت سن الثامنة عشر تعيش معهم، وبلغت نسبة الأزواج القاطنين مع بعضهم البعض 64.0% من أصل المجموع الكلي للأسر، ونسبة 8.3% من الأسر كان لديها معيلات من الإناث دون وجود شريك، بينما كانت نسبة 3.0% من الأسر لديها معيلون من الذكور دون وجود شريكة وكانت نسبة 24.7% من غير العائلات. وبلغ متوسط حجم الأسرة المعيشية 3.12، أما متوسط حجم العائلات فبلغ 2.69.
بلغ العمر الوسطي للسكان 37.6 عاماً. وكانت نسبة 26.9% من القاطنين تحت سن الثامنة عشر، وكانت نسبة 6.4% بين الثامنة عشر والأربعة وعشرون عاماً، ونسبة 28.8% كانت واقعةً في الفئة العمرية ما بين الخامسة والعشرون حتى والأربعة وأربعون عاماً، ونسبة 30.7% كانت ما بين الخامسة والأربعون حتى الرابعة والستون، وتوزع التركيب الجنسي للسكان بنسبة 48.8% ذكور و51.2% إناث.

## وصلات خارجية
- maplegrovemn.gov
- The US50 - Cities and Towns in Minnesota State